# Берни, Франческо
Франче́ско Бе́рни (итал. Francesco Berni; 1497/1498 — 26 мая 1535) — итальянский поэт XVI века.

## Биография
Берни был сыном нотариуса, родился в Лампореккьо, близ Пистойи, провёл юность во Флоренции. В 1517 году переехал в Рим и начал придворную карьеру в Ватикане, вначале на службе у своего дальнего родственника кардинала Биббиены, а затем его племянника Анджело Довици. После того, как в нескольких своих сочинениях Берни осмеял вновь избранного папу Адриана VI (1522) (а также, возможно, из-за гомосексуальных склонностей), поэту пришлось покинуть Рим. Вернулся в Вечный город при Клименте VII (1523) и был принят на службу к кардиналу Джован Маттео Джиберти. После разграбления Рима жил преимущественно в Венеции; в 1530 присутствовал при короновании Карла V в Болонье. С 1532 года находился на службе у Ипполито Медичи. Отравлен за отказ принять участие в заговоре против своего патрона, организованном его кузеном Алессандро Медичи.

## Творчество
Первое сочинение Берни — написанная на диалекте стихотворная комедия «Катрина» (La Catrina, ок. 1516, опубл. в 1567) создана под влиянием Луиджи Пульчи и Лоренцо Медичи.
Около 1530 года Берни переработал поэму Маттео Боярдо «Влюблённый Орландо» (Orlando innamorato rifatto…, опубл. в 1541) и ввёл туда, в числе прочего, несколько октав автобиографического содержания (одна из них посвящена разграблению Рима в 1527 году). Автор сатирических сонетов с критикой папского двора и пародийного содержания (гротескная трансформация поэтического универсума петраркистов). «Письма» Берни опубликованы в 1885 г.

### «Против поэтов»
В диалоге «Против поэтов» (Dialogo contro i poeti, опубл. анонимно в 1526) Берни критикует характерное для гуманистов (но имеющее средневековое происхождение) представление о поэте как одержимом «поэтическим безумием» мудреце. Автор диалога осуждает также сторонников теории подражания лучшим авторам (здесь мишенью его критики становятся прежде всего поэты-петраркисты: Пьетро Бембо, Якопо Саннадзаро, Франческо Мольца). В диалоге звучит также призыв к обновлению Церкви и христианской морали, созвучный выкладкам Эразма Роттердамского.

### Бурлескная поэзия
Берни известен прежде всего как автор сочинений бурлескного характера. С 1537 года печатались написанные им в терцинах, различные по объёму стихотворения сатирического и временами непристойного содержания — капи́толи (capitoli); всего их известно 32. Берни развивает здесь традицию итальянской комической поэзии позднего Средневековья (в частности, Доменико Буркьелло и Франческо Пуччи). Встречаются капитоли парадоксального характера: «Капитоли о чуме» (1532). В «Похвале Аристотелю» содержится шутовская апология великого мыслителя (с использованием сниженной бытовой лексики); «Капитоло кардиналу Ипполито Медичи» соединяет насмешку над своим покровителем с самоиронией. Многие капитоли обладают признаками других жанров: послания, новеллы, иронической хвалы; в некоторых случаях они перекликаются с посланиями Горация. Нередко встречаются иронические похвалы низким предметам: «Капитоло об угре», «Капитоло о пескарях», «Капитоло о персиках», «Капитоло о ночном горшке».

### Влияние Берни
Творчество Берни оказало значительное воздействие на поэзию XVI—XVIII веков. Ему подражали Антон Франческо Граццини, Джованни Делла Каза, Чезаре Капорали, Джамбаттиста Марино, Дж. Баретти, Джузеппе Парини. Поэтический стиль, связанный с высокопарным повествованием о низком предмете, получил название бернеско.